# Na vlásku
Na Vlásku, v anglickém originále Tangled, je americký animovaný hudební a komediálně romantický snímek studia Walt Disney Animation Studios a distribuovaný firmou Walt Disney Pictures z roku 2010. Do českých kin byl s českým dabingem uveden 27. ledna 2011. Jedná se o jubilejní 50. film z takzvané animované klasiky Walta Disneye.
Film byl vytvořen na motivy pohádky Locika/Rapunzel bratří Grimmů, zrežíroval jej Byron Howard a Nathan Greno. Pro české diváky film přeložil Vojtěch Kostiha a český dabing zrežíroval Vojtěch Kotek. Píseň k závěrečným titulkům s českým názvem Chci jen to, co chci nazpívala Tereza Kerndlová. Píseň I See the Light (duet Vidím světla/Svítá nám), která zazní během vypouštění lampiónů v loďce na jezeře, byla nominována na Oscara a získala cenu Grammy.
Příběh pojednává o dospívání a následném osvobození unesené dívky, princezny Lociky (Rapunzel), která je během svého dětství celých 18 let nedobrovolně internována v tajné lesní věži kvůli osobnímu prospěchu jediné osoby.

## Děj
Z nebe spadla zlatá kapička světla ze Slunce a vyrostla z něj krásná zlatá květina, která měla kouzelnou moc. Čarodějnice Gothel se květinou pravidelně omlazovala, aby zůstala po stovky let stále krásná a nesmrtelná.
Královna čekala dítě, ale velmi vážně onemocněla. Kouzelný zlatý květ, který pomáhal udržovat čarodějnici Gothel stále mladou, našli královi lidé a vyrobili z něj odvar, který vyléčil těžce nemocnou těhotnou královnu a způsobil to, že její nenarozené dítě bude mít po celý život nejen velmi dlouhé kouzelné zlaté vlasy i další kouzelné vlastnosti.
Královně se posléze narodila dcerka korunní princezna Locika (v originále Rapunzel), král s královnou jí věnovali královskou korunu a na počest jejího narození vypustili horkovzdušný lampion. Ale čarodějnice Gothel jí z královského hradu unesla a zavřela (internovala) do vysoké lesní věže, jen tak mohla zůstat mladá, krásná a nesmrtelná. Zde Locika žila celých 18 let a čarodějnice, která jí tvrdila, že je její matka, jí nepustila ani na okamžik ven, naopak jí říkala, že svět je velmi nebezpečné místo a lidé by jí chtěli ukrást její 70 stop dlouhé zlaté vlasy s kouzelnou mocí, získanou z onoho čarovného květu. Nicméně Locika z věže o každých svých narozeninách pozorovala v dáli na obzoru tajemná světélka, ale nevěděla, že šlo o lampiony, které byly vypouštěny v naději proto, aby se ztracená princezna do království vrátila zpět.
Do věže se náhodou dostal mladý zloděj Flynn Rychlík alias Evžen Houžvička (v originále Flynn Rider alias Eugene Fitzherbert) v době kdy prchal se svým lupem před policejním koněm Maximem. Flynn Rychlík společně se svými dvěma kumpány, bratry Strabbingtonovými, ukradl z královského hradu princezninu královskou korunu a byl neustále pronásledován královskými vojáky a inteligentním koněm Maximem. Locika ale velmi toužila vidět na vlastní oči vypouštění lampionů, které vídávala každý rok v den svých narozenin z okna své věže. Tyto lampiony vypouštěli jak král s královnou, tak i všichni lidé v království, kteří stále doufali, že se jejich ztracená královská princezna jednou najde. Locika Flynna Rychlíka (Evžena Houžvičku) ve strachu praštila pánvičkou do hlavy a poté zavřela do almary, kde ho ukryla před macechou Gothel. V brašnice nalezla svoji vlastní královskou korunku, kterou ukryla ve věži. Poté se snažila matku přesvědčit, aby ji pustila z věže, ta to však za žádnou cenu nechtěla povolit. Po matčině odchodu Flynna donutila, aby jí pomohl vylézt z věže a dostat se do města, aby vypouštění lampiónů mohla spatřit na vlastní oči. Flynn/Evžen byl ale jako zločinec nestále hledán a pronásledován královskými vojáky a vysoce inteligentním strážním a policejním koněm Maximem.
Čarodějnice ale brzy zjistila její útěk z věže (setkala se v lese náhodou s čmuchajícím koněm Maximem, který ale neměl jezdce, což ji vyděsilo). Vrátila se zpět, ve věži náhodou našla v brašně ukrytou korunku včetně jednoho exempláře tištěného zatykače na Flynna. Lociku pak následně společně s Flynnem vystopovala v hospodě U Zmuchlaného kačátka. Společně s bývalými Flynnovými kumpány bratry Strabbingtonovými ji po zbytek její cesty do města sledovala. S Locikou se pak i pozdě večer setkala a předala jí zpět ukradenou korunu, při té příležitosti se jí snažila namluvit, že ji Flynn/Evžen kvůli koruně nakonec opustí. Naopak na stranu Flynna a Lociky (a jejího chytrého chameleona Pascala) se přidala banda hrdlořezů z hostince U Zmuchlaného kačátka a nakonec i vojenský kůň Maximus (který se ve filmu chová jako lovecký pes a je nadán lidskou inteligencí), kterého si Locika posléze také ochočila.
Ve městě Locika zažila to, o čem snila celý život: viděla vzlétat k nebi tajemná světélka – lampiony. Flynnovi/Evženovi při té příležitosti vrátila ukradenou korunu (stále netušíc, že se jedná o její vlastní korunu). Také ve městě spatřila i svůj vlastní obraz na nástěnné mozaice, kde byla vyobrazena jako miminko společně se svými královskými rodiči. Nicméně Evžen se rozhodl ukradenou korunu oběma bratrům vrátit, oba bývalí kumpáni se z podnětu Gothel násilím zmocnili Evžena (Flynna) a i s korunou jej lodí odeslali do vězení. Teprve tehdy si Evžen uvědomil, jak jsou její kouzelné vlasy vlastně cenné a žádané, přesvědčila se o tom i sama Locika. Čarodějnice se opět zmocnila Lociky a odvedla ji zpět do věže. Evžen byl dopaden královskými vojáky a jako zloděj ráno veden na popraviště, ale hrdlořezové z hostince U Zmuchlaného káčátka (společně s koněm Maximem), kterým Locika dva dny před tím pomohla oživit jejich vlastní sny, jej zachránili. Ve věži zatím Locika přišla na to, že to ona je tou ztracenou princeznou, jejíž obraz viděla na mozaice ve městě. Její zjištění potvrdilo i porovnání královských znamení na vlaječce, kterou dostala od Evžena během návštěvy města, se znameními jimiž dříve nevědomky vymalovala zdi své věže. Čarodějnice se Lociku snažila násilím udržet ve věži (když už to nebylo možné po dobrém). Poté, když se do věže urychleně vrátil s Maximovou pomocí i Evžen, probodla jej dýkou. Čarodějnice se snaží Lociku odvést, ta jí však řekne, že pokud ji nechá Evžena uzdravit, navždy s ní dobrovolně odejde. Evžen, ještě než zemřel, stihl Locice střepem z rozbitého zrcadla uříznout její dlouhé, zlaté kouzelné vlasy, které zhnědly a ztratily tak svoji kouzelnou moc, aby Locika mohla být volná. Čarodějnice kvůli tomu zestárla, vypadla ven z věže a rozpadla se na prach ještě před dopadem na zem. Evžen zakrátko na to zemřel, ale princeznina kouzelná moc z jejího těla zcela nevyprchala a její slza, jež ukápla na Evženovu tvář, jej probudila zpět k životu. Oba se pak společně vydali do města za Locičinými královskými rodiči. Celý příběh skončil happyendem, všichni hrdlořezové se dali na počestný život, kůň Maxim se stal velitelem královských stráží a oba hlavní hrdinové vládli společně království.
Film končí pouhou slovní zmínkou o jejich svatbě.

## Tvůrčí štáb
- námět: pohádka Rapunzel bratří Grimmů
- režie: Nathan Greno, Byron Howard
- scénář: Dan Fogelman
- hudba: Alan Menken
- střih: Tim Mertens
- producenti: Roy Conli, John Lasseter, Glen Keane (původní autor princezniny postavy)

### České znění
- Překlad: Vojtěch Kostiha
- Zvuk: Petr Kapeller, Guillermo Teillier, Robert Slezák
- Texty písní: Pavel Cmíral
- Hudební režie: Ondřej Izdný
- Produkce: Marek Hrazdil
- Režie českého znění: Vojtěch Kotek

## Hudba
- Veškerou filmovou hudbu k celému snímku složil „disneyovský klasik“ hudební skladatel Alan Menken. Hlavní a nejdůležitější melodií celého filmu je krátká „kouzelná píseň“ Healing Incantation (česky nazvaná Zaklínadlo), kterou se probouzí nejprve kouzelná moc zlaté květiny a posléze i Locičiných zlatých vlasů, vlasy navracejí mládí a hojí rány. Ve filmu zazní tato ústřední melodie nejméně 7 krát (na počátku ji dvakrát zpívá čarodějnice Gothel a později nejméně pětkrát její nápěv prozpěvuje princezna Locika), naposledy se ve filmu objevuje jako motiv v orchestrální podobě během Locičina návratu domů. Jde o jemnou komorně laděnou hudbu, jenž zní při jejím opětovném setkání s maminkou královnou a tatínkem králem.
- Druhou ústřední písní celého filmu je duet Lociky a Evžena Vidím světlo/Svítá nám (I See the Light), který zazní na lodičce na jezeře během pozorování a vypouštění lampionů večer v den návštěvy Locičina rodného města a 18. narozenin (píseň byla nominována na Oscara v kategorii nejlepší filmová píseň a získala i Cenu Grammy). Tato zvláštní osudově milostná píseň pak přímo navazuje na předchozí průběh děje i na bezprostředně před ní proběhnuvší dialog mezi oběma hlavními postavami (v loďce je přítomen také chameleon Pascal). Z textu dialogu i na něj navazující písně pak vyplývá, že si Locika konečně splnila svůj celoživotní dívčí sen: zjistit co znamenají ona tajemná světélka na obzoru, která vídávala vždy v den svých narozenin z okna své tajné lesní věže. Locika si zde najednou uvědomuje, že nadešla doba, kdy si bude muset najít svůj další (jiný) životní sen. Během písně najednou zjišťuje, že již není sama, že existuje někdo, na kom jí velmi záleží a kterého začíná mít ráda. Probouzející se láska k Evženovi pak představuje nový sen, původní nevinný dívčí dětský sen zde vytěsňuje již zcela dospělý ženský sen: přirozená lidská touha po partnerovi, příteli, kamarádovi a jí nejmilejším muži. Evžen její milostné city sdílí a vzájemná láska mezi oběma mladými lidmi právě propuká. Oba tak zcela rozdílní partneři (vždyť oba se fakticky nacházejí na opačných koncích sociální struktury – korunní princezna a hledaný zlodějíček) nalézají společnou životní cestu i vzájemně sdílený osud, životní cesty obou mladých lidí se zde definitivně spojují. Tuto okolnost symbolizují i dva horkovzdušné lampiony, které Evžen s Locikou společně vypustí směrem vzhůru k obloze, tyto lampiony, na rozdíl od všech ostatních ten večer, nemají na sobě namalován královský znak – což předznamenává, že jejich příští společná cesta ještě nebude cestou královskou… Tento duet zároveň představuje i výrazný předěl mezi delší úvodní částí filmu a podstatně kratší závěrečnou částí celého filmového příběhu. Původní Locičina touha se naplnila a vzniká otázka, co s nimi oběma bude dál. Kdyby zde někdo z nich alespoň v náznaku vytušil, že Locika je ona ztracená korunní princezna, celý příběh by právě v tomto okamžiku mohl téměř okamžitě skončit. Locika by se i s korunkou mohla okamžitě vrátit na královský hrad ke svým biologickým rodičům a Evžen by se stal jejím uznávaným zachráncem (což se ale nestalo).
- Třetí výraznou melodií je Královský tanec (Kingdom Dance). Jde o výraznou rytmickou hudbu zcela beze slov, která poprvé zazní během Locičina příchodu do města a zní pak neustále během jejího celodenního pobytu v jejím rodném městě. Jde o hudební motiv vytvořený na starobylý nápěv, který začíná v pomalém rytmu a postupně se stále zrychluje, v polovině pak melodie přejde do jiné tóniny a ještě více zrychlí, zvolená tónina změní starobylost na irský (keltský) lidový nápěv. Za zvuků této hudby na počátku děle malé dívenky splétají z Locičiných dlouhých zlatých vlasů mohutný cop ozdobený mnoha květy. Locika pak tančí s místními lidmi, obdivuje svůj vlastní mozaikový obrázek ve stavební nice na zdi, maluje velký královský symbol na dlažbu náměstí, pojídá s Evženem jablka a cukrovinky, navštíví místní knihovnu a opět skáče a tančí s lidmi na náměstí. Do tance je posléze víceméně násilně vtažen i Evžen, kterého kůň Maxim ke své velké radosti musí trochu do tance postrčit. Hudba má zde čistě symbolický význam. Locika je korunní princezna, chová se zde velice suverénně a sebevědomě, její přirozené vladařské schopnosti zděděné po rodičích se zde podvědomě naplno projevují. Pravděpodobná budoucí královna a její budoucí poddaní, všichni společně tančí a křepčí na náměstí.
- Jinou výraznou melodií je píseň Já svůj sen mám (I’ve Got A Dream) , kterou nejprve zpívají pouze zločinci a desperáti, všichni hosté v hostinci U zmuchlaného kačátka, posléze se k nim přidají o oba hlavní hrdinové, Evžen s Locikou. Jde o další zlomový moment celého děje filmu. Evženova prvopočáteční nechuť Lociku doprovázet do města se zde změní v opak, Locika ho zde navíc konečně začne zajímat i jako člověk a žena. Locika si zde také získává trvalé přátelství a náklonnost celého osazenstva hospody, což se projeví tak, že je zločinci oba ukryjí a poskytnou únikovou cestu k útěku při příchodu královských stráží, o dva dny později pak tito muži na Maximův popud pomohou osvobodit Evžena z královského vězení. Locika zde také mimoděk přistoupí na to, že také musí Evženovi aktivně pomáhat při jeho útěku před světskou spravedlností.
- Locičiny dva sólové pěvecké výstupy. První Kdy začnu žít se ptám (When Will My Life Begin) zazní jakožto úvodní sekvence celého děje ihned po úvodních titulcích. Locika v něm v náznacích popisuje svůj osamělý všední život v tajné lesní věži, projevuje tu svoji tužbu jej změnit a vyjevuje v ní i svůj tajný sen opustit věž a spatřit ona tajemná světélka v dálce na obzoru. Druhý song téhož názvu Locika zpívá již za Evženovy přítomnosti. Jeho první část zazní těsně před tím než opustí věž v době kdy ještě na svým krokem váhá, druhá část pak na ni naváže poté, co se spustí dolů po svých zlatých vlasech a poprvé se bosýma nohama dotkne trávy a vstoupí do potoka dole pod věží. Jde o silnou radost z toho, že se opravdu odhodlala k tomu, od čeho jí macecha Gothel setrvale zrazovala, totiž opustit věž a opravdu začít žít nějak jinak než žila doposud. Ihned po této písni se z tohoto svého kroku střídavě velice raduje a je hodně nešťastná, zažívá velice rozporuplné pocity, které nakonec ukončí Evžen, který ji s rozpaky a nechápavým údivem doposud pozoruje.
- Dvě písně zde zpívá i macecha Gothel, v podstatě jde o dva filmové šansony. První z nich na počátku filmu vysvětluje vztah Gothel k Locice, kdy ilustruje její úpornou snahu, aby Locika věž nikdy v životě neopustila. Druhý pak zazní v polovině děje téhož dne pozdě večer, kdy se Gothel setká s upchlou Locikou na pasece v lese. Gothel zde Lociku zrazuje od rozvíjejícího se vztahu s Evženem a během písně jí předá brašničku s korunkou s tím, aby u Evžena korunkou otestovala jeho věrnost a skutečné úmysly.
- Další velmi výrazná orchestrální filmová hudba zazní například při vytahování Gothel pomocí zlatých vlasů nahoru do věže na počátku filmu, nebo v okamžiku, kdy Locika sama ve své ložnici věži zjistí, že ona sama je onou ztracenou princeznou, monumentální hudba zní i při zahájení vypouštění lampionů, na ni pak navazuje ústřední dějový a milostný duet Vidím světlo.

## Obsazení (hlavní postavy)
- Gothel – Donna Murphy, v českém znění Helena Vondráčková, čarodějnice a únoskyně
- Locika (anglicky:Rapunzel) – Mandy Moore, v českém znění Ivana Korolová, korunní princezna malého království
- Evžen Houžvička alias Flynn Rychlík (anglicky: Eugene Fitzherbert alias Flynn Rider) – Zachary Levi, v českém znění Vojtěch Kotek, zpívá Ondřej Izdný, zloděj a hledaný zločinec
- bratři Přerazilové / Strabingtonn Brothers, Ron Perlman, v českém znění Hynek Čermák

## Postavy, které nemluví

### Zvířata
- Chameleon Pascal, princeznin největší kamarád, věrný společník a přítel, Locika mu rozumí a dokáže si s ním i povídat.
- Strážní policejní kůň Maximus (Maxim), zvíře s lidskou inteligencí a psími vlastnostmi, oplývající lidskou inteligencí i mimikou, v úvodu filmu Flynnův/Evženův úhlavní nepřítel. Poté, co jej Locika sama zkrotí se z něj stane Evženův přítel a kamarád, který ho nakonec pomůže vysvobodit z královského vězení, uniknout popravě a vysvobodit podruhé Lociku z věže. Není zcela jasné jeho pohlaví, podle výzoru se patrně jedná o valacha.

### Lidé
- Král, tatínek princezny Lociky
- Královna, maminka princezny Lociky (dcera Locika je jí v obličeji velmi podobná, což diváci zjistí až na konci příběhu, kdy se obě ženy – královna s princeznou opětovně setkají – obě mají velmi výrazné stejně zelené oči)
- jeden z bratrů Strabingtonnových, který má pásku přes oko

## Rekvizity
- Princezniny více než 70 stop (přibližně 22 metrů) dlouhé zlaté vlasy, které mají kouzelnou moc při zpěvu zářit, uzdravovat a navracet mládí (podle českého textu kouzelné písně: vracet zpět čas a převracet osud). V závěru děje Evžen Locice tyto vlasy úmyslně odřízne střepem z rozbitého zrcadla, vlasy tím ztratí svoji kouzelnou moc a zhnědnou (z Lociky se až do konce stane krátkovlasá bruneta). Locika tyto své dlouhé kouzelné vlasy ale ve filmu velmi často používá i jako lano, laso a provaz. Při návštěvě královského města v den jejích 18. narozenin jí 4 místní dívenky společně upletou z vlasů obrovský cop sahající téměř až na zem.
  - Poznámka 1: Vzhledem k tomu, že Locika uprchne z domova v lesní věži den před svými 18. narozeninami a do svého rodného města dorazí o jeden později, tedy o narozeninách, lze dovodit, že by přírůstek jejích kouzelných zlatých vlasů každý rok měl hypoteticky činil asi 1,2 metru, tedy cca 10 centimetrů měsíčně resp. přibližně tak 3 milimetry denně. Vzhledem k tomu, že kouzelné vlasy nebylo možno stříhat, musel být jejich přírůstek také velmi rovnoměrný.
  - Poznámka 2: Vlasy jsou kouzelné také v tom smyslu, že až se většina děje odehrává v otevřeném terénu po dobu dvou až tří dnů (ve skalách, v hustém lese, na lesní silnici či na městské ulici), zlaté vlasy zůstávají stále dokonale čisté (nenachytají nikde vůbec žádnou špínu) a není je nutno nijak zvlášť udržovat ani po jejich celkovém namočení, běžné vlasy by totiž bylo nutno pravidelně čistit a rozčesávat (což Locika činí paradoxně pouze během svého pobytu ve věži).
- Královská koruna (čelenka) s diamanty (přepravována v kožené brašničce), kterou princezna Locika dostala od svých královských rodičů krátce po svém narození. Tu den před Locičinými 18. narozeninami ukradne z královského zámku Flynn Rychlík (v českém znění vlastním jménem Evžen Houžvička) společně s bratry Stabbingtonovými a ukryje se s ní před nimi i policejním koněm Maximem právě u uvězněné princezny Lociky ve věži. Poté, co Locika Flynna/Evžena omráčí pánvičkou a pracně jej schová do almary, objeví ráno ukradenou korunu aniž by vůbec tušila, že jde o její vlastní královskou korunu (Flynn tak šťastnou shodou okolností korunu, aniž by cokoliv oba tušili, vrátí její právoplatné majitelce). Za Pascalovy asistence si ji Locika odzkouší před zrcadlem. Před přicházející macechou Gothel ji ale honem ukryje ve velkém džbánu, posléze ji i s brašnou schová pod dřevěnými schody, které vedou do horního patra věže. Tam ji po jejím útěku z věže společně se Flynnovým zatykačem náhodně objeví macecha Gothel, která ji použije k tomu aby přemluvila bratry Stabbingtonovy k Locičině únosu zpět do věže. Během rozhovoru s Locikou týž den večer jí pak korunku předá, Locika ji pak druhý den večer při vyjížďce na lodi během vypouštění lampionů vrátí Evženovi (stále ještě netušíc, že jde o její vlastní korunku). Evžen se rozhodne, že ji vrátí oběma bratrům. Ti ale, pod vlivem macechy Gothel, už korunku nechtějí, chtějí se zmocnit mnohem cennějších kouzelných Locičiných zlatých vlasů, které znamenají věčné mládí a zdraví. Evžena spoutají a s korunkou jej posadí na loď, kterou nasměřují nadruhou stranu směrem ke královskému městu, Evžen je zde posléze zatčen i s korunkou. Korunka se pak objeví v předposlední scéně filmu, kdy ji krátkovlasá bruneta Locika, nyní už navrácená ztracená královská princezna, nosí na hlavě a Evžen ji opět odzicí jenom proto, aby mohl svou milovanou Lociku políbit a při tom korunku vrátit zpět na své původní místo.
- Kuchyňská pánvička, kterou se Locika nejprve brání proti Evženovi, posléze i proti bandě zločinců v hospodě U zmuchlaného kačátka, pak ji použije i Evžen při obraně proti královské stráži, která se jej snaží zatknout, bojuje s ní i s šermujícím koněm Maximem. Locika ji pak zakrátko poté používá jako provizorní kutací nástroj při jejich uvěznění ve vodě v zatopené skalní štole. Pávička nakonec zafunguje i při Evženově vysvobozování z královského vězení. Na konci filmu se stane součástí oficielní výzbroje královské stráže.
- Vlaječka se symbolem království, kterou Evžen Locice koupí při návštěvě jejího rodného královského města, vlaječka pak Locice po jejím návratu do věže umožní zjistit, že právě ona sama je tou ztracenou princeznou, kterou viděla na mozaikovém obraze ve městě. Královský symbol sám pak připomíná Slunce, z jeho kapičky jeho světla vyrostlou kouzelnou květinu, z kouzelné květiny posléze zrozenou princeznu Lociku s překrásnými a kouzelnými zlatými vlasy.
- Šípy, které královští vojáci používají ke střelbě ze samostřílu, má na počátku filmu strážní kůň Maximus uloženy ve dvou toulcích upevněných po obou stranách sedla, během pádu z vysoké skály při honičce s Flynnem/Evženem však obě pouzdra se šípy ztratí, při dopadu na zem je již u sedla vůbec nemá. O chvilku později pak Flyn (Evžen) náhodou objeví skrytou věž u vodopádu v lese a ztracené šípy pak použije jakožto pomocný nástroj k tomu, aby se po zdi věže vyšplhal nahoru v naději, že zde nalezne bezpečný úkryt před čenichajícím koněm Maximem. Šípy pak použije i při své cestě dolů, kdy věž opouští společně s Locikou (a Pascalem), která se ovšem dolů z věže spouští (slaňuje) po svých zlatých vlasech, které zde slouží jako lano.
- Dýka, kterou používá macecha Gothel, v závěru s její pomocí Evžena probodne.
- Horkovzdušné lampiony, které vypouští jak král s královnou tak i všichni obyvatelé království vždy večer v den Locičiných narozenin, v den 18. narozenin pak dva lampiony vypustí i sama Locika společně s Evženem a Pascalem z malé loďky na jezeře aniž by věděla (pouze nejasně tušila), že jde o zvyklost vykonávanou na její vlastní počest.
- Ve věži: krejčovská panna, zrcadlo, nástěnné hodiny, hřeben (kartáč) na vlasy, koště, kytara a loutna (v ložnici), kolovrat, mop a smetáček, barvy na paletě a štětce, malovaná almara, stůl, židle, postel s ložním prádlem, krb, květiny, závěsy na oknech a dveřích, džbán, puzzle, potřeby na pletení, šachové figurky, maska, šipky, knihy, svíčky, šitíčko, věšák na kabáty, kuchyňské nádobí, boty u vchodu a další domácí drobnosti.
- Zajímavou a nenápadnou rekvizitou jsou ve filmu květiny, které, krom kouzelné zlaté květiny na počátku filmu, rostou jak po obvodových zdech tak i uvnitř tajné lesní věže, venkovní květy se i pravidelně pohybují. Pestré květinky má posléze Locika zapleteny ve velkém copu utvořeném ze svých předlouhých zlatých vlasů během první návštěvy svého rodného města, tytéž drobné kvítky pak společně s Evženem něžně vypouší na hladinu jezera. Květinové vzory zdobí i Locičiny fialové saténové šaty, různé květy jsou také namalovány i na mnoha místech uvnitř ve věži.
- Chladné zbraně, které používají jak královští vojáci tak i všichni zločinci, například halaparny, šavle a meče. V jedné scéně mečem šermuje i kůň Maxim meč držíc ve své tlamě. Kromě toho vojáci používají ke střelbě kuše a chodí v plechových krunýřích a s plechovými helmami.
- Ve scéně v hospodě U zmuchlaného kačátka se objevují sudy, kladívkový klavír, cínoví jednorožci, paroží, svíčky, hospodský nábytek, různé nádoby, maňáskové, řezané květiny i další kuchyňské a gastronomické rekvizity apod.
- Tištěné zatykače se objevují hned v úvodu celého filmu, dále při honičce vojáků na Evžena a oba bratry (tento druhý výtisk si pak Evžen odnese pryč ukrytý v brašničce s korunkou, zde jej pak ve věži nalezne macecha Gothel v úkrytu pod schody vedoucími do horního patra věže), třetí zatykač vztekle rozdrtí zuby policiejní kůň Maximus, čtvrtý exemplář visí na dveřích zločinecké hospody U zmuchlaného kačátka a pátý exemplář se nakonec vyskytne i na mostě do města, tento výtisk Evžen nacpe Maximovi do tlamy, ten jej však během vzájemného pošťuchování vyplivne zpět Evženovi na jeho obličej.

## Nevysvětlené události
Děj filmu ponechává plně na divákově fantazii a představivosti některé události a děje:
- V úvodu filmu schází vysvětlení odkud lidé, včetně krále a královny, věděli, že někde roste zlatá kouzelná květina, která by mohla královnu uzdravit.
- Není zde vůbec nijak blíže a detailně popsán běžný život v lesní věži – například základní osobní hygiena – například mytí předlouhých vlasů (zde s výjimkou jejich česání), zásobování věže vodou (mohlo by jít například o spádový vodovod – bezprostředně za věží se nacházejí skalní srázy a velký vodopád), jídlem a dalšími materiály a předměty denní potřeby, odstraňování odpadků, praní prádla apod. Vzhledem ke kouzelným vlastnostem obou obyvatelek věže (Lociky a Gothel) jde o podružnou informaci a je zde v plné míře uplatněn princip licentia poetica. Nicméně v úvodu snímku je z náznaků jasné, že Locika ve věži pravidelně četla knihy, hrála šachy, skládala puzzle, házela šipky, hrála s Pascalem na schovávanou, malovala obrazy na zdi věže, hrála na kytaru, uklízela, pekla, háčkovala, vyráběla svíčky, šila šaty, vyráběla keramiku, cvičila  a rozčesávala si své předlouhé zlaté vlasy – tyto dovednosti se naučila pouze od své macechy Gothel.
- Není nijak blíže vysvětlen původ chameleona Pascala, který se před macechou Gothel vždy pečlivě skrývá, navíc jde o živočicha, který se nikde v Evropě v běžné přírodě (s výjimkou jižního Španělska) vůbec nevyskytuje. Kromě toho Pascal mluví svou vlastní zvířecí řečí, které rozumí jen Locika.
- Není zde vůbec jasné jak kůň Maxim v závěru filmu přinutí zločince z hospody U zmuchlaného kačátka k tomu, aby Evžena přišli osvobodit z královského vězení, uvážíme-li, že Maxim během filmu vůbec nepromluví, pouze frká a řehtá.
- Zcela nevysvětlené zůstává přemístění Locičiny korunky (ukryté v kožené brašně večer v den jejího útěku z věže pod lesní pařez) během 20 hodin z jednoho břehu jezera na druhý břeh. Zde šlo o přemístění korunky z lesního úkrytu pod pařezem do malé loďky vyplouvající druhého dne večer z druhého břehu jezera – nabízí se pouze velice absurdní a nepravděpodobné vysvětlení: Locika ji mohla mít schovanou celý den pod sukní svých fialových saténových šatů aniž by si toho její společník a milý Evžen (jakož i filmový divák) všiml. Locika v den návštěvy svého rodného města slavila 18. narozeniny, ve městě pak společně s Evženem malovala královský znak na pouliční dlažbu, pojídala jablka a cukrovinky, navštívila knihovnu, prohlédla si svůj vlastní obraz v mozaice ve stavební nice, tančila s obyvateli a skákala. Jiný úkryt by se eventuálně nabízel i v sedlových brašnách koně Maxima, kam mohla být uložena například i Locičina kuchyňská pánvička, brašnu mohl přinést Maxim společně s Pascalem zatímco Locika s Evženem spolu tančili ve městě.

## Locika (Rapunzel)
- Locika je hlavní postava celého filmu, celý příběh pojednává především o ní.
- Locika celý film chodí na boso bez bot, ve filmu má dvoje dlouhé saténové fialové šaty – fialová barva je královská barva, pod šaty pak nosí bílou spodničku a pravděpodobně i korzet.
- Locika nemá žádné příjmení, i když správně by se měla jmenovat po svém tatínkovi, jehož jméno a příjmení resp. jeho šlechtický rod ve filmu ale není vůbec uveden.
- Locika by měla mít, v souladu s původním pohádkovým příběhem, německou (bavorskou) národnost, ve filmu ale její národnost není nikde uvedena.
- Jde o disneyovskou princeznu, která je ze všech disneyovských princezen postavou vůbec nejmenší, zároveň má ale oproti všem ostatním princeznám největší oči výrazně zelené barvy.
- Po Popelce jde o druhou disneyovskou princeznu, která je dlouhodobě internována ve věži – nesmí opustit svůj domov.
- Ač postavou drobná dívka, je také mimořádně silná a fyzicky velice zdatná. Pomocí svých vlasů vytahuje/spouští nahoru/dolů do/z věže svoji macechu Gothel, po svých zlatých vlasech šplhá bez přírazu, pánvičkou omráčeného Evžena bez problémů dokáže několikrát po sobě nacpat do malované almary, dokáže se úspěšně přetahovat i s velmi silným koněm Maximem, své vlasy používá ke slaňování, houpání, šplhání, svazování apod.
- Jde o vůbec první disneyovskou princeznu, která má na tváři pihy
- Locika je také zjevně umělecky nadaná – zpívá, maluje, tančí, tvoří keramiku a hraje na hudební nástroje (loutna, kytara).
- Je také zručná, umí vařit, vyrábět svíčky, péct, plést a šít šaty – ve věži se nachází, mimo jiné, také kolovrat a krejčovská panna.
- Locika je také poměrně vzdělaná, čte knihy, studuje mapy, skládá puzzle a hraje šachy.
- Locika je naivní a vlastně i velice nezkušená dívka, přesto ale také oplývá přirozenými panovnickými vlastnostmi (vždyť jde o jedinou prvorozenou královskou dceru) – má sebedůvěru, cílevědomost, vůli, rozhodnost a je velmi důsledná – tyto vlastnosti pak vedou k tomu, že během filmu zcela ovládne nejen svého milého zlodějíčka Evžena, ale i bandu hrdlořezů v hospodě U zmuchlaného kačátka, posléze zkrotí a ovládne i zlého koně Maxima, vladařsky se zachová i vůči obyvatelům (tedy svým pravděpodobným budoucím poddaným) během své návštěvy rodného města.

## Technické zajímavosti

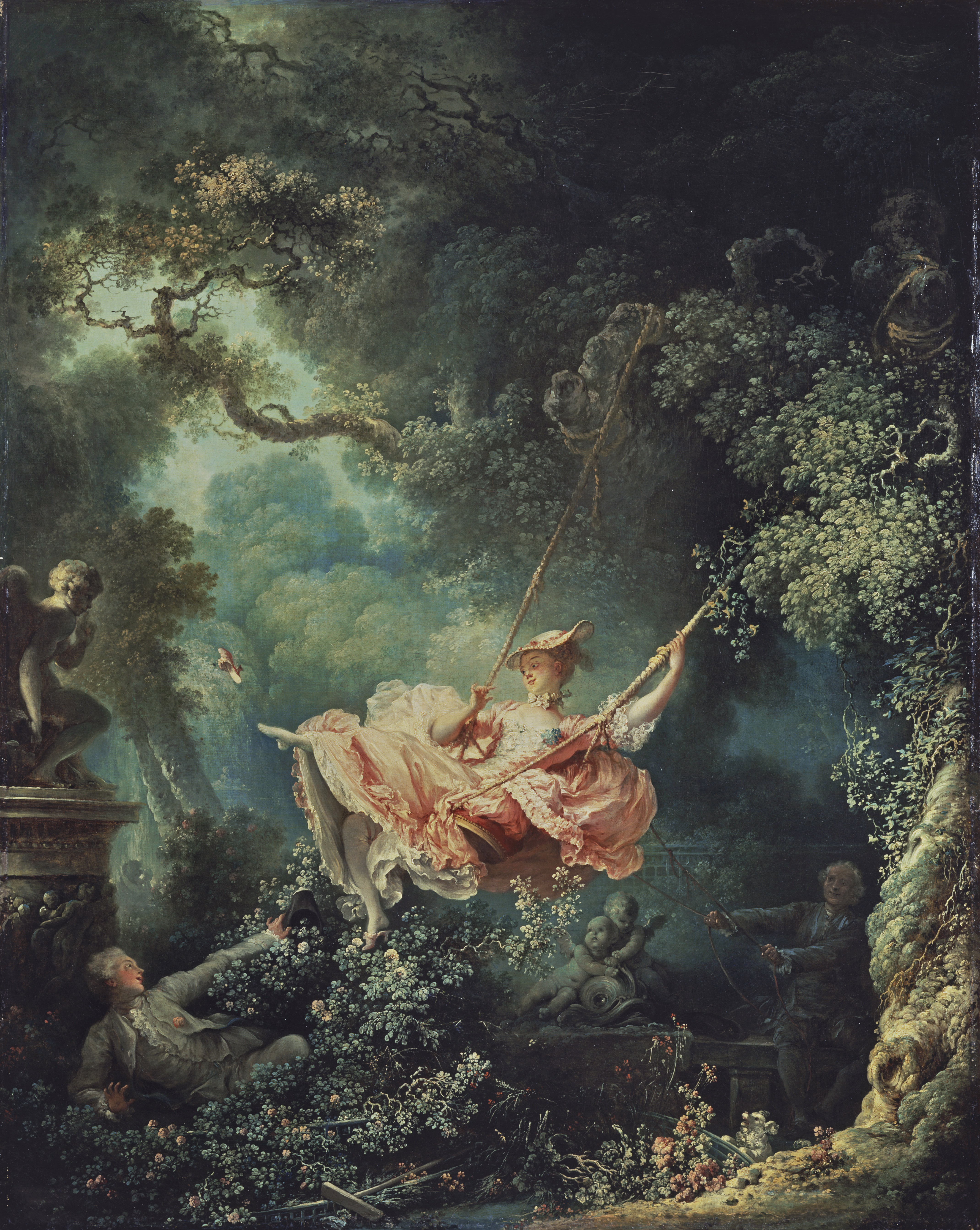
Fragonardův obraz „Houpačka“, jehož grafický styl se stal vzorem pro celkovou grafickou podobu filmového díla

- Film byl vytvářen celkem 6 let, šlo o jubilejní 50. celovečerní animovaný film studia Walta Disneye, vzhledem k tomu studio zcela záměrně zvolilo klasický pohádkový námět, který je zde ale pojednán ve zcela netradičním a soudobém duchu. Zatímco v původní pohádce je muž princ hlavní postavou-zachráncem a Locika zůstává proti němu poněkud nevýrazně v pozadí, zde je tomu přesně naopak, hlavní postavou je zde princezna dívka Locika a hbitý zlodějíček Flynn Rychlík alias Evžen Houžvička je zde až druhý v pořadí důležitosti.
- Celkové náklady na výrobu tohoto filmu dosáhly 260 miliónů amerických dolarů (velmi zhruba jde asi o 4 miliardy Kč), jde o jeden z nejdražších (a technicky nesložitějších) animovaných snímků všech dob.
- K jeho tvorbě byla originálně použita kombinovaná klasická animační technika (tradiční animace) s počítačovou animací doplněná o nefotorealistické zobrazování.
- Nejvíce technických problémů vzniklo kolem realistického zobrazení extrémně dlouhých ženských vlasů, které muselo být věrohodné i pro veškerý pohyb hlavní princezniny postavy jak na vzduchu tak i pod vodou, a to i ve 3D zobrazení. Pro tyto účely bylo nutno pohyb dlouhých ženských vlasů složitě namodelovat podle skutečných ženských vlasů i podle jejich umělého fyzického modelu. Během tvorby filmu pak bylo následně nutné pro tyto speciální účely vyvinout zcela nový grafický software. Pohyb vlasů i Locičiny dlouhé fialové saténové sukně musel být maximálně věrohodný i estetický.[1]
- Původní záměr filmu vycházel z myšlenky, že výsledná grafická podoba díla by se měla snažit co nejvíce napodobit originální umělecký styl francouzského rokokového malíře Jeana-Honoré Fragonarda.